# Ein starkes Team: Kinderträume
Kinderträume ist ein deutscher Fernsehfilm von Maris Pfeiffer aus dem Jahr 2002. Es handelt sich um die 23. Folge der Krimiserie Ein starkes Team mit Maja Maranow und Florian Martens in den Hauptrollen.

## Handlung
Kriminalhauptkommissar Otto Garber und seine Kollegin Verena Berthold ermitteln den brutalen Mord an dem Gynäkologen Stephan Weslowskij. Nach ersten Recherchen hatte der Mann in Russland vor einem Jahr seine Arztanstellung verloren, weil er in Deutschland abgelaufene Medikamente eingekauft und diese in Russland zum Neupreis verkauft hatte. Er wurde erschossen auf der Straße gefunden und alles sieht wie eine Hinrichtung mit mafiösem Hintergrund aus. Im Hotel, in welchem das Opfer wohnte, war vor kurzem ein weiterer Russe abgestiegen und daher vermutet Otto, dass dieser Nik Warenko etwas mit dem Mord zu tun haben könnte. Verena hingegen verfolgt eine Spur zu Maria Geller, die eine Agentur zur Vermittlung ausländischer Kinder an deutsche Adoptionsfamilien betreibt. Eines dieser Kinder wird gerade von Nik Warenko kontaktiert. Er versucht, das Vertrauen von Anna Lena Schwanhold zu gewinnen und lässt sie neugierig werden auf Verwandte, die sie angeblich in Russland hätte. Als sie ihre Adoptiveltern danach fragt, werden die extrem unruhig.
Otto und Verena erfahren inzwischen von Peggy Petrowna, die ebenfalls in dem Hotel wohnt und die sich mit Weslowskij angefreundet hatte, dass er jemandem sein Tagebuch für eine halbe Million Euro verkaufen wollte. Damit eröffnet sich für die Ermittler ein Tatmotiv, und da das Opfer Gynäkologe war, ist naheliegend, dass es etwas mit Maria Gellers Agentur zu tun hat, mit der er auch mehrfach telefoniert hatte. So führt sie die Recherche auch zu den Schwanholds, die gerade von Nik Warenko aufgesucht wurden und er sich ihnen gegenüber als Anna-Lenas leiblicher Vater geoutet hat. Er bittet nur darum, ein wenig am Leben seiner Tochter teilhaben zu dürfen. Ansonsten würde er rechtliche Schritte unternehmen, die auch die Agentur treffen würde, die das Kind ihrer Mutter abgekauft hatte. Nachdem er ankündigt, am nächsten Tag zur Polizei zu gehen, wird er aus nächster Nähe erschossen. Alles deutet darauf hin, dass Weslowskij die Agentur erpressen wollte, da er die Wahrheit über deren Machenschaften kannte. Die Ermittler stellen Maria Geller eine Falle und so gibt sie zu, die beiden Männer aus dem Weg geräumt zu haben. Sie hätte das alles angeblich nur den Kindern zuliebe getan, um ihnen eine gute Zukunft zu sichern.

## Hintergrund
Kinderträume wurde in Berlin gedreht und am 2. November 2002 um 20:15 Uhr im ZDF erstausgestrahlt.
Sputnik, dessen Rolle als Geschäftsmann in der Serie als ein Running Gag angelegt ist, hat in dieser Folge seine Gaststätte in ein „Heart-Rock-Cafe“ verwandelt.

## Kritik
Die Kritiker der Fernsehzeitschrift TV Spielfilm vergaben die beste Wertung (Daumen nach oben) und meinten: „Kinderhandel! Stoff für einen schockierenden Fall, den das Duo mit Charme und Nonchalance löst.“ Fazit: „Mit Otto und Verena ginge man gern auf Piste.“